# 凱尼休斯學院
凱尼休斯學院（英語：Canisius College，/kəˈniːʃəs/）是位於美国纽约州水牛城的一所私立天主教大學，與當地的凱尼修斯高中一起由耶穌會成立於1870年的水牛城。 1928年高中從其中分離出來，成為獨立的教育機構。2015年《美國新聞與世界報道》在“北部地區大學”排名中將其列在第27位。

## 外部連結
- 官方網站（页面存档备份，存于）
- 官方體育網站（页面存档备份，存于）